# Oncești, Bacău
Oncesti là một xã thuộc hạt Bacău, România. Dân số thời điểm năm 2002 là 1707 người.